# Jeghegnut (Lorri)
Jeghegnut – wieś w Armenii, w prowincji Lorri. W 2011 roku liczyła 893 mieszkańców.